# Emilie O’Konor
Emilie Louise O’Konor (* 21. Februar 1983 in Danderyd) ist eine ehemalige schwedische Eishockeyspielerin, die während ihrer aktiven Karriere für AIK Solna, SDE HF und Djurgårdens IF in der höchsten schwedischen Spielklasse gespielt hat.

## Karriere
Emilie O’Konor begann ihre Karriere bei AIK Solna.
2004 wurde sie mit dem AIK Schwedischer Meister. 2006 beendete sie zunächst ihre Karriere, ehe sie 2012 aufs Eis zurückkehrte und für den SDE HF in der zweitklassigen Division 1 spielte. 2014 stieg sie mit SDE in die Riksserien auf, ehe sie Mitte der Saison 2014/15 zum Djurgårdens IF wechselte.
Bei den Olympischen Winterspielen 2006 in Turin gewann sie mit der schwedischen Damennationalmannschaft die Silbermedaille im olympischen Eishockeyturnier. Insgesamt absolvierte sie 85 Länderspiele für Schweden, in denen sie zwölf Tore erzielte.

## Erfolge und Auszeichnungen
- 2004 Schwedischer Meister mit AIK Solna
- 2004 Gewinn des European Women Champions Cup mit AIK Solna
- 2005 Gewinn des European Women Champions Cup mit AIK Solna
- 2014 Aufstieg in die Riksserien mit SDE HF

### International
- 2005 Bronzemedaille bei der Weltmeisterschaft
- 2006 Silbermedaille bei den Olympischen Winterspielen